# Калібрування каменів
Калібрува́ння ка́менів (англ. stone sizing, нім. Kalibrieren n der Steine) — механічна обробка кам'яних заготівок для надання їм потрібних розмірів.
Розрізняють калібрування каменів блоків та плит.
Обробка блоків стіньового каменю (вапняку, туфу) здійснюється звичайно на кар'єрах з допомогою спеціяльних агрегатів. Калібрування плит облицювального каменю здійснюється на каменеобробних заводах, зазвичай на шліфувально-полірувальних конвеєрних верстатах алмазними колами або тарілчастими фрезами.